# Little Wing
Little Wing ist ein US-amerikanischer Coming-of-Age-Film des Streaming-Dienstes Paramount+, welcher am 13. März 2024 veröffentlicht wurde. Die deutschsprachige Veröffentlichung folgte am 24. Mai 2024. Der Film basiert auf einem Bericht von The New Yorker aus dem Jahr 2006 von Susan Orlean mit demselben Titel.

## Handlung
Die Teenagerin Kaitlyn hat mit der Scheidung ihrer Eltern und dem drohenden Verlust ihres Zuhauses zu kämpfen. Durch den Diebstahl eines wertvollen Vogels wollen Kaitlyn und ihre beste Freundin die finanziellen Probleme von Kaitlyns Mutter lösen. Aber stattdessen geht Kaitlyn eine Bindung mit dem Besitzer des Vogels ein, durch die sie eine neue Sichtweise auf ihr Leben bekommt.

## Produktion
Im April 2024 kündigte Paramount+ an, dass sich ein Coming-of-Age-Film in Produktion befindet, mit Dean Israelite als Regisseur und John Gatins als Autor. Der Film basiert auf einem gleichnamigen Artikel, verfasst von Susan Orlean, die ebenfalls als ausführende Produzentin an dem Film mitgewirkt hat. Der ursprüngliche Artikel zeichnet den Weg von Sedona Murphy nach, einem 13-jährigen Mädchen, die in ihrem Hinterhof Brieftauben züchtete.
In den Vereinigten Staaten wurde der Film am 13. März 2024 auf Paramount+ veröffentlicht. Die deutsche Veröffentlichung erfolgte am 24. Mai 2024.